# 禁止蒙面規例
《禁止蒙面規例》（英語：Prohibition on Face Covering Regulation）（又稱《禁蒙面法》、《反蒙面法》或《反幪面法》），是香港一條於2019年10月4日根據《緊急情況規例條例》所訂立的附屬法例。香港政府認為規例禁止市民在集會及遊行時使用物品遮掩面部，及提供法理依據讓警務人員遮掩面部，希望藉此對集會或遊行人士形成阻嚇力，減少暴力行為和為執法者收集證據，以及協助警務人員執行職務時可隱藏身份。
早在2016年，葛珮帆曾在立法會討論旺角騷亂的會議上提出訂立《禁蒙面法》，但後來在朝野的質疑下不了了之。及後在2019年的反對逃犯條例修訂草案運動期間，抗爭手法轉趨激烈，全香港的示威活動均具破壞性。政府認為示威者因遮掩面部才會恃無忌憚作出違法行為，期望透過阻止市民在集會中蒙面恢復法律應有的阻嚇作用。因此，時任香港行政長官林鄭月娥在2019年10月4日以行政長官會同行政會議形式引用《緊急情況規例條例》繞過立法會訂立《禁蒙面法》。法例在訂立後隨即成為反修例運動抗爭者的新反抗目標，破壞性的示威活動反而愈演愈激烈。
《禁蒙面法》的訂立成為了自1997年香港主權移交以來首次動用《緊急法》的事件。訂立法例在社會上引起廣泛爭議，在多個層面都引起激烈爭論，包括是否適合使用《緊急法》、規例是否的有效達到目的、可能做成的負面影響，以至規例的合憲性。民主及本土陣營共25位立法會議員及前議員就法例向高等法院提出司法覆核，並在2019年11月18日勝訴。法院裁定《緊急情況規例條例》及《禁止蒙面規例》的條文違反《香港基本法》，而律政司及警務處亦即時暫停按有關法例作出非法拘捕及起訴。
特區政府隨後提出上訴，聆訊於2020年1月9日至10日進行，並於2020年4月9日作出裁決。在2019冠狀病毒病疫情威脅下，民主及本土陣營要求特區政府擱置上訴。公民黨立法會議員郭榮鏗批評政府妄顧市民健康，指出《禁止蒙面規例》會影響防疫。特區政府仍然堅持上訴，表示條例中醫學或健康理由使用蒙面物品是可以豁免。
高等法院上訴庭於2020年4月9日頒布判詞，裁定律政司上訴部得直，裁定以《緊急法》實施《禁止蒙面規例》沒有違憲，惟只在「非法集結」及「未經批准集結」的情況下生效。
但律政司及泛民主派都不服上訴庭的判決，並已分別入稟上訴庭申請終審上訴許可並獲批准。2020年12月21日，香港終審法院裁定民主派就《緊急情況規例條例》及《禁止蒙面規例》司法覆核敗訴，政府終極上訴得直。但由於政府一方沒有就《禁止蒙面規例》第5條，即「警務人員有權要求身處公眾地方人士除去蒙面物品」違憲的裁決上訴，因此該條維持失效。
2024年7月，反修例事件5週年，律政司司長林定國重申政府無意撤銷反修例臨時禁制令及禁蒙面法，指無客觀理據需改變，「需要向法官、司法人員和執法人員給予一個安定的環境，令他們無後顧之憂地工作」。

## 背景

### 2016年提出的《禁止蒙面法》
「立法禁止公眾集會參與者蒙面」在2016年首次被提出。緊接在旺角騷亂之後立法會舉行保安事務委員會特別會議，民建聯議員葛珮帆提出引入《禁蒙面法》的建議。
旺角騷亂發生於2月8日，由對市民對政府的小販管理政策不認同，發起保護熟食小販免受驅趕的行動
。在警察介入後，行動發展成警民衝突，期間一名警員受傷倒地，另一名警員見狀向空中開槍。開槍後示威者情緒更為激動，並且投擲更危險的雜物，衝突後來演變成遊擊戰在多處縱火，導致警力不勝負荷。
事件造成了90多名警員和4名新聞記者受傷，是1997年香港主權移交以來，首次被政府定性為「暴亂」的事件，有親中媒體甚至稱事件為「暴動」。如此激進示威活動在當時十分罕見，引起社會的震撼。多個民間團體及所有的大學學生會將衝突視為政治問題（詳見大專院校反應）。多個團體提及政府沒有尊重小販農曆新年擺賣的傳統，認為忽視民意、民情常識、人情法理是事件起因之一，「官逼民反」一度成為熱門詞語。政府的立場與這些觀點形成強烈的對比，形容是「徹頭徹尾的暴亂事件」，又指小販管理事件及政府管治問題「全部都是一些借口來的」。多個親中的團體對示威者的行為感到憤怒，認為是破壞法治和社會安寧。
事件發生後，包括葛珮帆在內的數名議員要求保安事務委員會召開緊急會議。葛珮帆在會議中首次提議立法禁止公眾集會參與者蒙面。讚同的議員認為騷亂事件中訴諸暴力的人士蒙面，藉以掩飾身份及逃避法律責任；又稱佔領行動而被控違法的人士獲法庭輕判，引致鼓吹暴力。政府一方在會上未有明確表態。這個令人意料不及的提案在短時間獲得社會關注，但由於未有明確提及法例怎樣執行，因此當時的關注重點在於範圍不明確以及擔心對公眾的影響。建制派的議員認為，「蒙面的目的不外乎是不想被人認出，希望能夠逃避法律責任」；旺角事件後市民擔心會再有同類事件發生，認為立法可以協助警方執法；現行法例阻嚇性不足，「人家不認得他（示威者），心態上較少顧忌，所以會做較激進行動」。提議曾經一度獲得佔優勢的支持，兩個報章媒體向全體立法會議員進行調查，結果皆為大比數贊成制訂《禁止蒙面法》；另外在一項民建聯進行的民意調查中發現72%受訪者支持制訂《禁止蒙面法》。
雖然如此，提案的推進受到好些障礙。保安事務委員會委員涂謹申認為，暫時未有需要研究《禁止蒙面法》，並稱「當局不要過份反應」。他指出若《禁止蒙面法》實施後，會阻礙一些苦主示威（例如公司倒閉追討欠薪、購買金融產品失敗），認為今次事件警方根據閉路電視等抓到的涉事者不算少，需要先考慮立法引致的犧牲。另外葉劉淑儀表示，請教律政司時得悉這做法或會影響人身自由，相信難以成事。本地人權組織香港人權監察亦表示立《禁止蒙面法》會引發寒蟬效應，變相打壓集會自由。及後，在立法會會議中只有零碎的數次提及，這些會議之中亦未有談及具體細節。
2017年3月，保安局局長黎棟國回覆議員對《禁止蒙面法》的問題時，指旺角「騷亂」案中，有數人即使有遮擋面容亦被入罪，犯案時蒙面並不代表能完全規避警方的調查。他聲稱禁止示威者或表達意見人士蒙面，只會令他們更仇視執法者，使社會分化，對遏止暴力行為於事無補。在隨後兩年，社會再沒有大型的騷亂事件，《禁止蒙面法》的提案也沒有開始正式的立法程序。

### 反對逃犯條例修訂草案運動

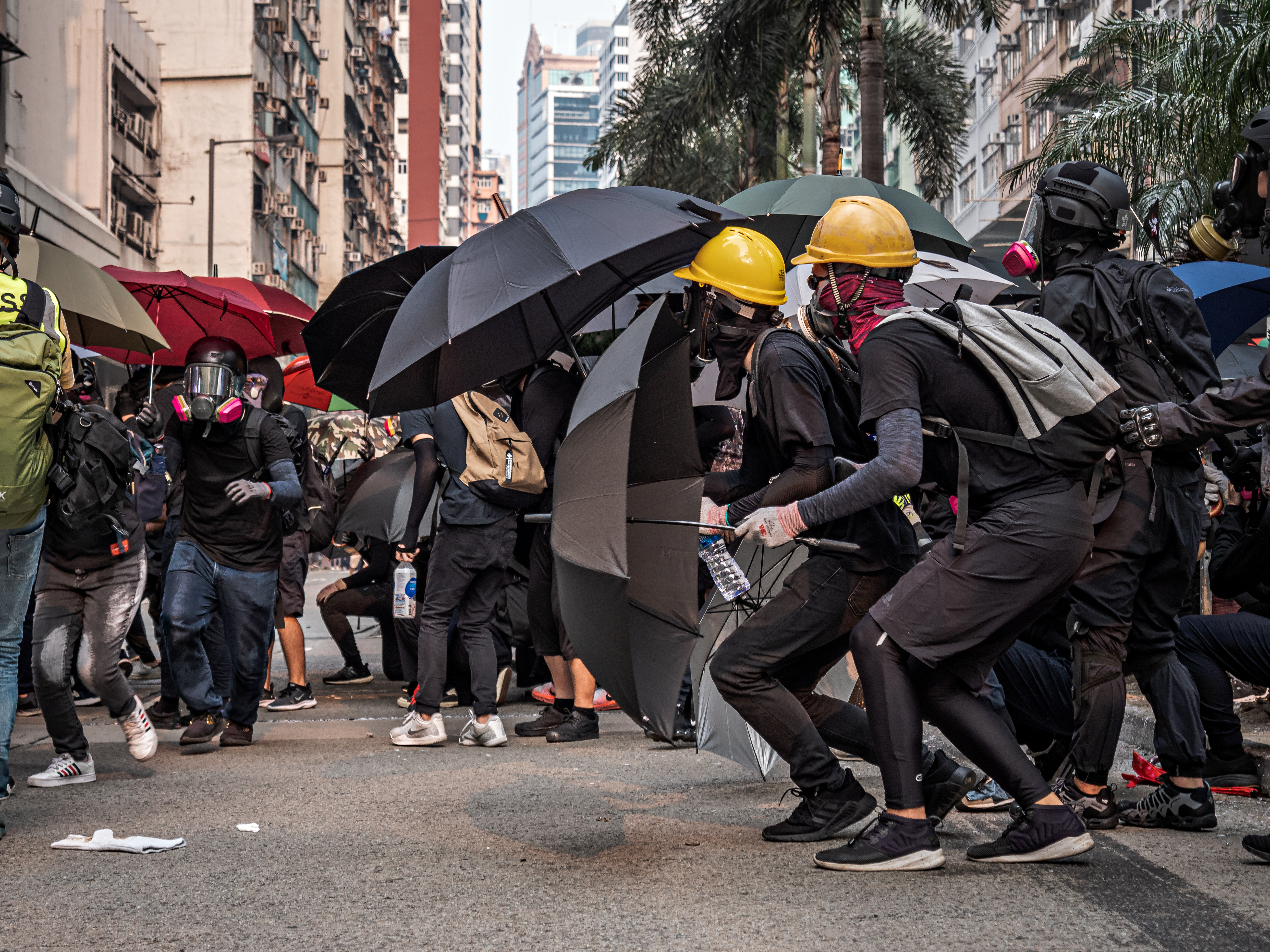
反對逃犯條例修訂草案運動中，許多示威者戴上頭盔、護目鏡、口罩等裝束

在旺角騷亂過去後，香港再也沒有大規模的衝突，直至出現反對逃犯條例修訂草案運動。這項社會運動於2019年6月大規模爆發，並且在《禁止蒙面規例》生效時仍未平息。
政府採取強硬的手法推行一條極具爭議性的法例是整場運動的導火線。保安局局長李家超提出修訂《逃犯條例》。民主派及自決派認為修例侵害人權及違反香港特別行政區基本法的高度自治原則，持續展開「拉布」行動以阻止通過，但先後遭到立法會秘書處以不合作形式杯葛會議及李家超以法案委員會「已失效，政府看不到目前的困局有何出路」為理由，要求立法會繞過法案委員會在大會對修例辯論及表決。這種激進的做法被批評為「犧牲議會傳統」及「後患無窮」。香港市民眼見法治受到嚴重破壞及威脅，在6月9日藉著一場1997年主權移交以來最多人參與的遊行——「守護香港反送中」大遊行，正式開始了這場社會運動。
隨著示威活動持續，「止暴制亂」成為特區政府及建制派的常見用語，其意思是制止暴力及遏制社會動亂。這個試圖將現況定性為治安問題的新興用語來自一場8月7日國務院港澳事務辦公室舉辦的座談會，會中港澳辦主任張曉明稱止暴制亂是「香港当前压倒一切的急迫任务」。警察展開大規模的拘捕行動，截至9月2日共拘捕1117人。有警員喬裝成「前線」示威者，與防暴警察裏應外合拘捕示威者。同時也對多個遊行申請發出禁止公眾集會及反對公眾遊行通知書。政府沒有對運動中警察的濫權行為作出追究，也拒絕成立示威者所要求的獨立調查委員會，而示威者指監警會是「無牙老虎」，再加上有監警會成會集體辭職，表示監警會沒有實權。特區政府多次表示平息暴亂的唯一方法是停止示威者的暴力行為。但是，這種依賴警方執法來對示威者施壓的策略一直未有見到成效，國務院港澳事務辦公室在9月3日的記者會形容「暴力、違法活動仍然沒有得到完全遏制，在有些時候、有些地方，少數暴徒變本加厲」。

### 運動中的警務負擔

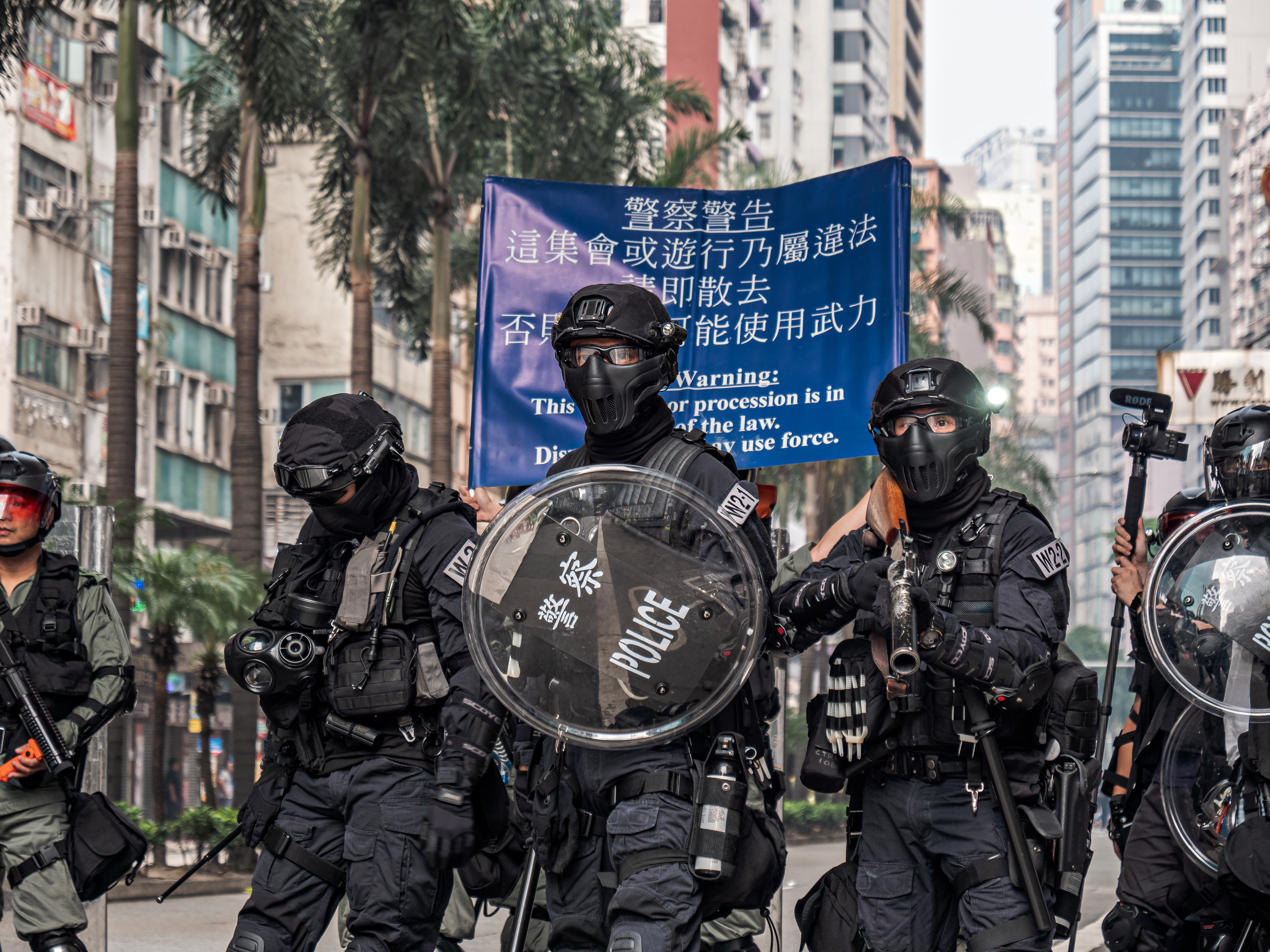
運動期間有警員蒙面及不展示警員編號。做法成為禁蒙面法立法的爭議之一，被人批評令公眾無法監察、投訴和追究

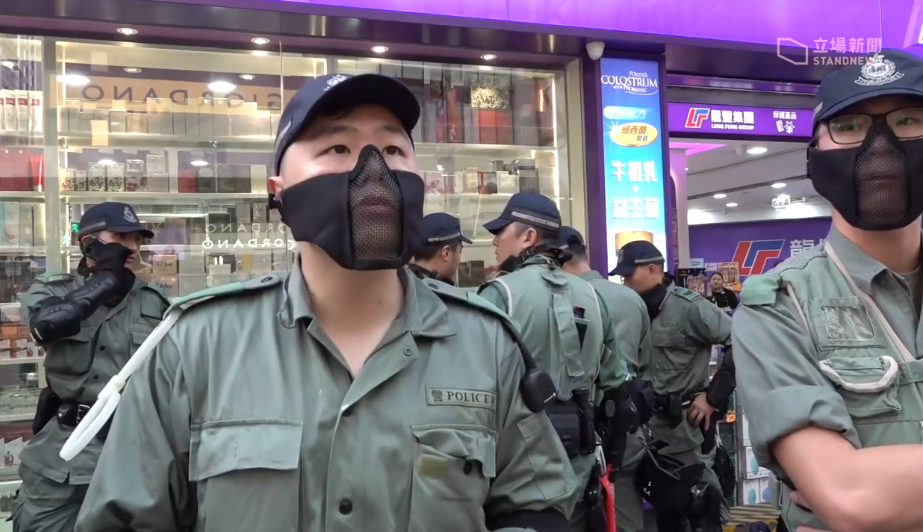
禁蒙面法後，更多警員蒙面

警方成為政府在示威前線的唯一代表，亦是抵抗示威者攻勢的唯一防線。林鄭月娥在路透社公開的錄音中提到「自己除了3萬警力之外甚麼都沒有」，同時她又表示「警方面對示威者是寡不敵眾」。
隨著運動發展，警隊的角色由「磨心」演變成運動反對的對象。他們受到使用過分武力及襲擊記者等指控。在8月一份由香港中文大學發表的現場調查報告顯示，示威者認同的參加原因中「表達對警方處理示威手法的不滿」超越「要求政府撤銷『逃犯條例』修訂」的人數，並成為參加原因的第一位。
數個月以來，警員長期超時工作疲於奔命，警力被抽調到各區處理示威衝突，也導致其他警務人員的工作量劇增。而當大型事件發生時，警員執勤時間由8小時延長至12小時。一名特遣隊員染上感冒後猝死。多個媒體報導香港警察受到情緒壓力問題困擾。警方被問及有警員沒有展示警員編號及出示委任證時亦表示「最擔心家人起底問題，佢地覺得現時警員士氣好重要，壓力又大」。電台節目主持人陳雲海在其Facebook專頁，引述一名警員指警隊已爆發離職潮。英國廣播公司引述一名匿名的高級警官承認6月和7月的警員招聘數字大幅下降，又稱「如果這種情況（街頭衝突）進一步升級，將使我們減少其他範疇的警務工作。我們已經到了極限（原文：pushed to the limit），正在應對當中」。另一方面，越來越多示威者認同「在政府一意孤行的情況下，抗爭者使用武力是可以理解的」。這些跡象顯示，警方所受到的挑戰越來越嚴峻。

## 訂立前的社會輿論
7月1日，作為反修例運動一部份的佔領立法會事件發生後，經民聯議員林健鋒繼2016年之後再度建議考慮立《禁蒙面法》。他認為，雖然現時建制派對《禁蒙面法》未有共識，但立法值得研究及考慮。隨後的7月及8月有媒體零星地提及《禁蒙面法》，但沒有出現廣泛的討論。
後來，國務院港澳事務辦公室在9月3日記者會上，回答記者關於中國中央政府對《緊急法》的看法時，首次提及《禁止蒙面法》：「我們也注意到許多團體和市民都紛紛呼籲采取更為有力的措施來止暴制亂。比如制定《禁止蒙面法》等，盡快恢復社會的正常秩序。中央全力支持行政長官和特別行政區政府依法運用一切必要的手段止暴制亂，保障市民生命安全和各項權利，維護香港法治的尊嚴」。9月4日，資深大律師湯家驊出席電台節目時，對引用《緊急法》有保留，但另一方面建議設立《禁蒙面法》。在這些論調之下，社會對《禁蒙面法》的討論開始增多。

### 提倡
面對大多數示威者也蒙面參與活動的情況，《禁蒙面法》的提倡者往往視激進示威者蒙面為一種增加執法難度以及逃避刑事責任的行為。自9月開始，他們陸續對支持反蒙面法表態。他們主要有兩種主張：認為可幫助警察執法，以及認為可以制止罪行。
張國鈞、周浩鼎及何君堯等建制派議員認為， 禁止示威者配戴口罩掩蓋容貌，可以方便警察辨別暴力示威者的身份，幫助他們更有效執法。他們主張搜證困難而無法在日後追究示威者的暴力行為是一種「法律的缺失」，《禁蒙面法》能讓警方有「多點權力來止暴制亂」。另一方面，民建聯議員蔣麗芸、前議員葉國謙則主張《禁蒙面法》有助減少社會嚴重罪行，有效止暴制亂，令社會平復。
大律師梁美芬認為沒有《禁蒙面法》「害咗啲年輕人」，令他們覺得做事無需要負責任。而基本法委員會副主任譚惠珠稱有《禁蒙面法》後，年輕人「會好好地留在家做其他有意義的事」。

### 支持行動
香港市民及團體舉行了多次小規模的請願，支持政府訂立《禁蒙面法》。
| 日期（2019年） | 主辦者                      | 標語                                           | 地點       | 備註及估算人數             |
| -------------- | --------------------------- | ---------------------------------------------- | ---------- | -------------------------- |
| 8月28日        | 禁蒙面法關注組、 政中香港人 | 「國際標準 香港為何獨缺」                      | 政府總部外 | 約30人                     |
| 8月29日        | 民建聯                      | 「暴徒蒙面 無法無天」、「光明磊落 何必鬼祟」   | 政府總部外 | 約十多人                   |
| 9月27日        | 政中香港人、 香港基層聯盟   | 「支持警方 嚴正執法」、「止暴治亂 還港安寧」   | 政府總部外 | 約80人，同時支持《緊急法》 |
| 10月3日        | 反黑金、反「港獨」關注組    | 「沒有蒙面法 警察難執法」「譴責暴徒 蒙面犯法」 | 政府總部外 | 約30人，同時支持《緊急法》 |
| 10月3日        | 支持訂立禁蒙面法關注群組    | 「國家主權 不容挑戰」「止暴治亂 還港安寧」     | 政府總部外 | 約30人，同時支持《緊急法》 |

曾在2016年首先提出《禁止蒙面法》的議員葛珮帆在10月3日召開召開跨黨派及跨界別的記者會，宣布成立「禁蒙面法推動小組」，並進行網上簽名行動。守護香港大聯盟亦於10月10日發起「反黑暴、禁蒙面、護家園」網上大聯署，支持立法。

### 質疑及反對

#### 侵犯權利
民主黨議員涂謹申及民陣副召集人陳皓桓堅持戴口罩參與活動或保障私隱是市民的權利。這些觀點稱《禁蒙面法》會影響「和理非」支持者的權利，拒絕認同戴口罩都是「暴徒」，舉例指藝人、空中服務員、中資公司的僱員等在出席遊行時也會戴上口罩，以保護自己免受白色恐怖的威脅。

#### 缺乏阻嚇作用
行政會議成員湯家驊、香港大學法律教授陳文敏質疑《禁蒙面法》的阻嚇作用。數個月以來，已有大量市民因為參與未獲警方批准的遊行而違反《公安條例》。他們認為在《禁蒙面法》以外已有其他罪行的刑罰同期執行，不能作為阻嚇。沒有理由期望示威者會遵守《禁蒙面法》這個更具爭議的規定。

#### 無法平定亂局
民間人權陣線副召集人陳皓桓及民間記者會形容《禁蒙面法》是一種法律形式的打壓，認為這個措施不能阻止示威者的行動，並建議政府改為以回應市民的訴求來應對當前的動亂。。

#### 會引發政變
建制派立法會議員田北辰、民主派前立法會議員梁家傑、民間記者會也引述了2014年烏克蘭革命作為例子。他們警告政府當年烏克蘭訂立《禁蒙面法》後導起民情洶湧，情況不能收拾，最後衍生推翻政權的革命。民間記者會亦提及蒙面就如戴上黃頭盔一樣，帶有象徵意義。民主派立法會議員涂謹申認為，政府強推《禁蒙面法》可能會釀成另一條《逃犯條例》的危機。

## 與《緊急法》的關係
作為一種激進的法律措施，訂立《禁蒙面法》與使用《緊急情況規例條例》（簡稱《緊急法》）時常被一起提及。《緊急法》是容許行政長官繞過立法會仔細審議和辯論程序的方式來制訂新規例的緊急措施。規例內容範圍涵蓋審查傳媒、禁止集會、修訂法例、遞解離境等等，有效時期可持續至另行命令廢除，權力相當廣泛。使用《緊急法》制定新規例除了不需要得到議員同意外，還大幅縮短制定規例所需要的時間。經正常立法程序的法例，立法流程最快要6個月。
自從8月12日港澳辦在臨時召開的新聞發佈中形容香港「出現恐怖主義苗頭」開始，社會坊間對政府將會使用《緊急法》的疑慮顯著增多。當時社會對《緊急法》的普遍理解是可用作宣布香港進入緊急狀態，藉此頒布宵禁或者請求解放軍進港，氣氛一度變得緊張。警方在8月30日展開對多名政黨核心人物及公眾人物的逮捕行動，以及行政長官林鄭月娥於9月4日宣佈撒回修例時，公眾也質疑政府是否為《緊急法》進行準備。中國大陸官媒《環球時報》形容《緊急法》為「尚方寶劍」；另一方面，一些網絡評論人士警告林鄭月娥一旦動用《緊急法》，將與示威者「攬炒」。

### 爭論
社會各界也表示出對於引用《緊急法》的擔憂，這也包括了親政府派的人仕，例如民建聯蔣麗芸及自由黨黨魁鍾國斌。質疑者形容使用《緊急法》的反效果之用詞十分尖銳，他們稱係「火上加油，引火自焚」、「打沉香港經濟」、「推入萬劫不復的地步」及「永不超生」。
蔣麗芸表示民建聯希望可以立《禁蒙面法》，但並非使用《緊急法》，而是透過正常立法程序。譚惠珠認為，政府不會動用《緊急法》訂立針對蒙面的緊急法案。她又提及，訂立《禁蒙面法》應交由立法會在10月復會後討論。
湯家驊是行政會議成員之一，他對引用《緊急法》的態度在兩次的訪問中出現轉變。9月25日接受訪問時，湯家驊表明不同意引用《緊急法》禁止蒙面，認為引用《緊急法》有副作用，包括影響國際投資者對香港的看法。他表示立法細節需仔細討論，包括如何執法、是否刑期分期執行等，認為立法禁止蒙面應「等一等，睇一睇」。隨後，在参加代表團到北京出席國慶70周年活動後，在10月3日再次接受媒體訪問。當時他指出，《緊急法》具針對性，對守法的市民而言「完全無影響」，相對上較容易接受。他又稱政府正研究推出宵禁令，表示若政府要引用《緊急法》，《禁蒙面法》相比宵禁令是「不可接受之中較可接受」的方案。

## 條例

### 立法過程
親建制媒體星島日報率先在8月27日的專欄中報導「有消息指，港府經過研判，認為透過現行法例第二四一章《緊急情況規例條例》進行緊急立法是可行方法」。律政司司長鄭若驊在9月11日回答記者提問時表示一直在研究《緊急法》，稱會考慮很多因素。他也指出政府就《禁蒙面法》聽到很多意見，也在進行法律上的研究。星島日報在10月4日再次報導內幕消息指行政長官林鄭月娥「過去兩天都與律政司司長鄭若驊及保安局局長李家超舉行閉門會議，為引用《緊急法》做準備」。
行政會議於10月4日早上在政府總部召開特別會議討論引用《緊急法》訂立《禁蒙面法》等議題，會議其間多架警車及消防車在場戒備。在此之前，多個媒體也曾引述「消息人士」指出政府將通過《禁蒙面法》，示威者在中環一帶聚集，但沒有發生衝突事件，會議順利進行。
下午，行政長官林鄭月娥在政府總部舉行記者會，宣布行政會議通過引用《緊急情況規例條例》訂立《禁止蒙面規例》，以「阻嚇激進違法行為」，並協助警方「執法」。她表示：「鑑於近日社會已出現危害公共安全的情況，政府不能對現行法例備而不用」、「制定《禁蒙面法》的決定，不是一個容易的決定，但以今日的情況來說，是一個必須的決定」。她補充，引用《緊急法》訂立《禁蒙面法》並不等於香港已進入緊急狀態，香港目前已出現危害公安的情況，符合引用條例的要求。規例包含豁免及合理辯解的條款，於當日刊憲，翌日零時零分生效。該規例使用附屬法例的方式推行，會在之後交由立法會審議，即「先訂立、後審議」方式。
10月11日，立法會內務委員會同意成立小組委員會研究該規例。規例於10月16日提交立法會，小組委員會於10月22日舉行首次會議，黃定光和容海恩分別當選為正副主席。受立法會拉布潮影響，小組委員會未能提出延展審議期限，因此審議期已於11月13日完結。

### 理據
《緊急情況條例》訂明引用該例要基於「緊急情況」或「危害公安」兩個情況，由於現時在法律上沒有明確定義，需要由政府提出具體理據支持其正當性。
按照政府提交與立法會的參考資料摘要指出：
- 自2019年6月9日，香港有400宗由《逃犯條例》修訂建議引發的示威抗議
- 示威者衝擊警方封鎖線、蓄意破壞公共設施、投擲汽油彈、縱火、癱瘓交通等行為，破壞社會安寧及安全，影響香港社會正常運作
- 非法和暴力行為不斷升級
- 示威者通過社交媒體連繫，特點是動員迅速及手法多變，持續約四個月，仍未有完結跡象
- 10月1日示威者的行動很激進並波及大量地方，做成很嚴重破壞，當天拘捕人數達269人
- 蒙面示威者的暴力和違法行為造成的廣泛和迫在眉睫的公共危險
- 認為禁止蒙面能夠起阻嚇作用，有效減少暴力行為並協助警察的調查和司法工作
- 認為禁令符合公共利益 ，對恢復社會安寧有幫助 ，是保障公共秩序及公共安全的合理措施
- 認為已充分考慮到即使在出現危害公共安全的情況下仍須顧及的基本權利

行政長官林鄭月娥在10月4日的政府總部記者會指出：
- 近期事件，尤其是9月29日及10月1日的暴力事件進一步升溫
- 示威由集中於一至兩個區演變為同時在最少六個區舉行，即「遍地開花」
- 縱火及投擲汽油彈由在馬路及港鐵站外發生演變為在港鐵站內
- 大規模破壞甚至摧毀的建築物由公共建築物延伸至目標商店（如：中資機構、優品360、美心集團、富臨集團、吉野家等）
- 出現使用私刑報復來解決問題的行為
- 與警員的互動由對峙和突襲演變為圍毆、廝殺，繼而使用大殺傷力武器及危險品，甚至是以生化武器或意圖投毒
- 出現對警員搶奪被捕人（劫犯）及配槍的行為，甚至進一步行動例如殺警或劫獄
- 學生參與示威的比例越來越多
- 參與暴力破壞的示威者幾乎全部蒙面，指目的是逃避刑責，他們因此更恃無忌憚
- 面對暴力時，政府需要確保警察擁有相對應的權力及資源去執行職責

保安局局長李家超在同一記者會指出：
- 現時香港公共安全受到威脅的起因是有「暴徒」作出暴力犯法行為
- 相信法例對整體社會安寧及社會安全有幫助
- 在過去的22年，香港的遊行示威者普遍不會戴口罩，當遊行時戴口罩成為一種趨勢時，同時也看見遊行演變成嚴重暴力的行為（無論開始時是否守法）的趨勢的出現。

### 規例
條文規定，禁止在集會、遊行、示威（包括非法集結、未經批准集結，已獲得不反對通知書的集會或遊行）中，使用蒙面物品（包括面罩、其他遮掩全部或部分面部的物品、顏料）阻止識辨身分。違法者可判處監禁一年或罰款港幣25,000元。這個限制具有合法豁免條款，包括正在從事某專業或受僱工作，需要保護人身安全；因宗教理由使用蒙面物品；因先前已存在的醫學或健康理由使用蒙面物品。限制亦具有合理辯解條款，如有足夠證據證明合法權限或合理辯解，或控方沒有提出足以排除合理疑點的證據，即可作為合理辯解。另外，條文賦予警察權力截停在公眾地方蒙面的市民，並要求該人除去蒙面物品，或在該人拒絕下除去該人的蒙面物品，以確認身分。如該人拒絕除去蒙面物品，即屬犯罪，可處監禁六個月或罰款港幣10,000元。

## 司法覆核
在政府宣布引用《緊急法》之前，社會已有不同公眾人物認為，引用《緊急法》及訂立《蒙面法》有合憲性的爭議。這些觀點包括：引用《緊急法》立法違反《基本法》第66條規定的立法行政分權原則，即立法會是香港特區唯一的立法機關，《緊急法》本身可能違憲；《緊急法》所訂立的法律，都不可以和基本法相抵觸 ，進行和平集會和遊行的權利受到《基本法》27條以及《香港法例》第383章《香港人權法案條例》所保障；《基本法》第18條訂明只有香港的主權國就香港是否局勢緊急、危害公安及香港社會問題上有決定權，沒有任何條文賦予行政長官自行宣佈特區進入緊急情況或狀態的權力。
對於這些質疑，律政司司長鄭若驊在政府總部記者會開場發言時提及，條例「已充分顧及《基本法》及《香港人權法案條例》內的人權保障，包括言論自由、和平集會和私隱的權利。不過，這些權利並非絕對，而是可以對其施加限制，但這些限制需符合相稱性原則…尤其須查究是否為達致該社會利益而令個人承受過分嚴苛的負擔」，又稱「不會損害市民言論自由與和平集會自由的本質，因為他們依然可以在不使用這些蒙面用品的情況下，自由參加合法、和平的公眾活動」。問答環節中，政府被問及如何應對有可能出現的司法覆核，但沒有作出回答。

### 提交司法覆核
緊接著政府的宣佈，香港專上學生聯會前副秘書長岑敖暉在同日下午5時就規例提出司法覆核。隨後岑敖暉及社會民主連線成員梁國雄另外再向香港高等法院要求禁止政府訂立的《禁蒙面法》在午夜後生效，高院法官林雲浩晚上開庭處理後拒絕受理。
隨後，在2019年10月6日24名民主派立法會議員再次嘗試向高等法院申請司法覆核許可，要求法庭宣布引用《緊急法》訂立《禁蒙面法》是違法及違憲，並申請臨時禁制令。高等法院法官林雲浩再次拒絕頒布臨時禁制令，她指出是次爭拗複雜，牽涉議題亦重要，「不能一時半刻斷定」，認為法庭應「集中盡快去解決問題」，而非靠「不完整」的證據頒下臨時禁令。有關司法覆核許可申請，則押後至10月下旬再處理。
接著，梁國雄及新民主同盟的古俊軒在10月8日及10日亦先後再度就《禁蒙面法》入稟高等法院申請司法覆核，要求法庭宣布《緊急法》及《禁蒙面法》違反《基本法》及《香港人權法案條例》，並宣布相關條文無效。案件於2019年10月31日及11月1日於高等法院原訟法庭進行聆訊，並由法官林雲浩及周家明主審。

### 違憲判决
同年11月18日，香港高等法院原訟法庭就24名立法會現任議員及1名前任議員對《禁蒙面法》提出的司法复核頒下判詞，法庭裁定《緊急情況規例條例》在「危害公安」的情況下使用屬於違反《基本法》，而行政長官透過《緊急情況規例條例》繞過立法會自行就《禁蒙面法》進行立法，其對基本權利的限制超乎合理需要，不符合相稱性驗證標準，因此裁定《禁蒙面法》違憲，律政司及警隊亦因此須暫停執行該法例。

### 判决后的外界反应
《大公報》刊出社評，指政府敗訴，不僅為「止暴制亂」增添不明朗因素，更對特區政府今後依法施政造成負面影響，認為大可考慮提請人大釋法。而綜合法律界人士分析，法庭並非一刀切指不可訂立禁蒙面法，而是認為今次的立法範圍太闊，預料律政司會就裁決提出上訴，若上訴至終審法院亦未能推翻今次裁決，或有需要尋求人大釋法。香港大學法律學院首席講師張達明認為，屆時中國人大常委會若透過釋法程序，推翻香港法庭的違憲裁決，等同宣布香港一國兩制及司法獨立已名存實亡。

### 中國人大及中央政府的反應
禁蒙面法被裁定違憲後，新華社发表全國人大常委會法制工作委員會發言人臧鐵偉19日的发言，发言指一些全國人大代表對此判决表示強烈不滿，法工委對判決表示嚴重關切。法工委認為，憲法和基本法共同構成特別行政區的憲制基礎。香港法律是否符合香港基本法，只能由全國人大常委會作出判斷和決定，任何其他機關都無權作出判斷和決定。法工委亦认为，紧急情况规例条例符合香港基本法。香港高等法院原讼庭有关判决的内容严重削弱香港特区行政长官和政府依法应有的管治权，不符合香港基本法和全国人大常委会有关决定的规定。
同日，中华人民共和国国务院港澳事务办公室发言人杨光发表谈话，对该判决产生的严重负面社会影响表示强烈关注，并表示紧急情况规例条例的全部规定都符合基本法。禁止蒙面规例实施以来对「止暴制乱」发挥了积极作用。高等法院原讼庭的判决公然挑战全国人大常委会的权威和法律赋予行政长官的管治权力，将产生严重负面社会政治影响。

### 香港法律界对中國官方表态的反应
11月19日，大律師公會發聲明認為法工委言論「法律上錯誤」。聲明指，香港法院過往亦數次宣告法律違憲而未有受到質疑，且法院有責任宣告違憲法律無效，否則即違反法官捍衛基本法之司法誓言；基本法第160條未規定主權移交後被中國人大常委會采納的法律合憲性不能受挑戰，同時規定與基本法抵觸之條文可依程序修改或停止生效；任何言論主張香港法院無權裁定法律違反基本法即是限制獨立司法權，違反基本法及破壞高度自治；任何建議中國人大常委會在司法程序尚未完結前就基本法詮釋或評論的主張均會給予司法機構被施壓的印象，無助捍衛對法治的尊重。
香港律師會在11月21日發表声明，強調「司法獨立及法治乃香港特别行政区普通法制度的基础，並重申任何人均不应发表或作出会破坏或被视为破坏香港特别行政区司法独立及法治的言论或行为。」
公民黨黨魁楊岳橋对港澳办与法工委对香港法院判决的批评表示极度遗憾和不满，认为这是典型的输打赢要和不恰当。同属公民黨、代表法律界的议员郭榮鏗警告中央不要藉此为人大释法开路，因为这样只会再一次冲击香港的司法独立。公民黨要求中國中央政府尊重香港实行的基本法、普通法与三权分立的制度。
本身是资深大律师的行政会议成员汤家骅接受香港电台访问时说，希望中國人大不会在敏感时期释法，香港人对释法存有基本的恐惧感，释法可能令社会及国际上有很大反应，希望《禁止蒙面法》违宪裁决问题，可交由终审庭自行解决。

### 2019年新型冠狀病毒疫情下政府堅持上訴
2020年，2019冠状病毒病疫情在中國大陸全面爆發，1月23日，英國蘭開斯特大學、格拉斯哥大學及美國佛羅里達大學推出論文，如果疫情不受控制，估計2月4日單單在武漢市感染人數將會在13萬人至27萬人之間。
武漢市政府更定立「蒙面法」，於1月开始強制市民在公眾場所必須戴口罩。雖然香港《禁止蒙面規例》稱在醫學或健康理由使用蒙面物品是可以豁免，但是曾發生過警員強迫一名抱恙的休班救護員除下口罩，並拘捕之。2019冠狀病毒病在香港出現確診個案後，衛生署署長陳漢儀仍認為無須戴口罩，被質疑是政治凌駕專業和市民健康，及引起市民對香港特區政府仍堅持對《反蒙面法》提出上訴的不安。

### 林鄭月娥多次戴口罩
2020年1月28日，因2019冠状病毒病疫情，林鄭月娥出席記者會時戴上口罩，CNN報道的標題為「去年林鄭禁止了市民蒙面，今日她蒙著面來開記者會」，以嘲諷其自打嘴巴。
2月4日，林鄭出席記者會時一反之前的說法，不戴口罩並表示不准許公務員在2019冠狀病毒病疫情期間戴口罩，亦要求記者不要戴口罩，但後來卻被揭發她見記者前有戴口罩，在記者會前才除下，被輿論質疑說一套做一套。

### 特區政府上訴部份得直
上訴法庭最後於2020年1月9日至10日處理政府上訴，在4月9日裁定特區政府部分上訴得直，指政府透過《緊急情況規例條例》訂立規例機制沒有違憲，惟禁蒙面法只能針對非法集結和未經批准集結，不得針對已獲批准的公眾集會和遊行，即「於合法遊行集會下禁止蒙面」與「警員有權要求身處公眾地方人士除去蒙面物品」這兩條文維持違憲。
上訴庭說，不論是非法集結或未經批准集結，同樣要阻遏人群通過佩戴蒙面物品，妨礙《公安條例》條文的正當執行。在這種情況下《禁蒙面規例》合憲有效。但在警方發出「不反對通知書」的遊行和集結，如果使用《禁止蒙面規例》則屬違憲。
但律政司及泛民主派都不服上訴庭的判決，並已分別入稟上訴庭申請終審上訴許可。

### 終審法院裁決
2020年12月21日，終審法院裁定民主派就《緊急情況規例條例》及《禁止蒙面規例》司法覆核敗訴，並裁定特區政府的上訴得直，在已發出「不反對通知書」的遊行和集會禁止蒙面的條文合憲。但由於政府一方沒有就《禁止蒙面規例》第5條，即「警員有權要求身處公眾地方人士除去蒙面物品」違憲的裁決上訴，因此該條維持失效。

## 執行情況
條例生效之後，警員也並非每逢見到集合人士蒙面就會進行拘捕。在10月11日中環遮打花園一場「快閃」集會，不少人帶上口罩。警員一度舉起黃旗，指聚集人士違反《禁止蒙面規例》，要求民眾拿下口罩。警員在聚集市民未理會，繼續高叫口號之後離開現場，登上警車離開。10月18日的「和你拖·面具人鏈」活動中，多區有大批市民戴上面具集會，雖然有防暴警察巡邏及警車戒備，但未見有警方拘捕行動。
截至2019年10月9日，警方拘捕90人，包括57男33女涉嫌違反《反蒙面法》被捕，年齡介乎12至41歲，其中74人涉嫌在非法集結時蒙面，其餘3人是被截查時拒絕除下蒙面物品，包括一名抱恙的休班救護員。有不少被控違反《反蒙面法》的市民是因為懐疑違反其他的罪名而被捕。
條例生效後，警員多次要求前線記者除下防護面具，甚至強行扯下面罩。警方在記者會辯稱新法例「需要磨合期」，但拒絕就警員濫權行為道歉。根據合法豁免條款，正在從事某專業或受僱工作，需要保護人身安全的人，不受禁止蒙面規例限制。

## 後續事件

### 教育局要求學校禁止學生戴口罩
教育局以人際交往在慣常合理的情況下不會蒙面為理由，要求學校禁止教師學生在校內外戴口罩。後來，教育局又要求學校報告有否人鏈活動及參與人數、戴口罩的學生人數等資料。反對者批評教育局做法是白色恐怖及打壓學生表達自由。漢華中學有約200人組成人鏈並呼叫「漢粹國菁、誅滅人性」口號以反對校方阻止學生戴黑色口罩的做法。截至2019年10月15日，有359個學校關注組及學生組織參與中學生連線發起的反對《禁蒙面法》聯署，包括英皇書院、皇仁書院、拔萃女書院、喇沙書院等傳統名校的反修例關注組。

### 網上流傳醫生簽發失實病假證明書
《禁止蒙面規例》不會影響市民因其個人健康理由佩戴口罩。據特區政府及媒體稱，網上有人聲稱有醫生可簽發無寫上日期的病假證明書（俗稱「病假紙」），此舉或會讓集會及遊行人士可「合法」帶口罩。
10月6日，特區政府發表新聞稿提醒註冊醫生簽發假紙時，需遵守醫委會所頒布的《香港註冊醫生專業守則》。守則列明，醫生發出的報告及證明書内容必須具備無庸置疑的真確性，醫生不能在當中加入未經適當步驟核實的内容。診症日期及發出日期必須在證明書上如實記錄，包括發出追認病假的病假證明書。

### 游戏《闪耀暖暖》口罩造型被修改
中國大陸開發的手機游戏《闪耀暖暖》在官方更新說明中沒有提及的情況下，將遊戲角色裡的作為香港示威者特徵之一的黑色口罩造型作出修改，引起爭議。
《闪耀暖暖》繁体中文版在2019年10月14日資源包更新後，早前4月推出的「特務風潮」活動奖品「黑鴉（口罩）」由原本可遮住遊戲角色「暖暖」的下半面的正常佩戴方式修改為掛在右耳上並露出整塊臉。物品資料說明從原來的「經典的蒙面造型」改為「靈感來自明星的機場照」。有网友认为此举可能是因香港近期实施的《禁止蒙面规例》影响而紧急修改，形容為遊戲進行「自我審查」。有一些网友就此表示反对，他們難以接受遊戲本身的內容竟然受到政治層面的影響。
反對的玩家將遊戲头像設定為暖暖各種臉部被遮擋的照片，並在玩家個人簡介加入反修例運動的口號，如「光復香港，時代革命」等。一些中國大陆玩家紛紛於微博也表示抗议，呼吁“遇到这些玩家要順手舉報、拉黑”，亦有网友留言“不要把政治带入游戏”，甚至“这里不是让你们搞‘港独’的地方”。对此游戏开发商表示这是“原厂设定”，是为了“维护健康、和谐的游戏氛围”及“维护好暖暖的个人形象”。同時，反修例運動有關的用語如「光復」、「時代革命」、「解放」等成為敏感詞彙，被禁止在個人簡介使用。

### 十八區「和你拖·面具人鏈」活動

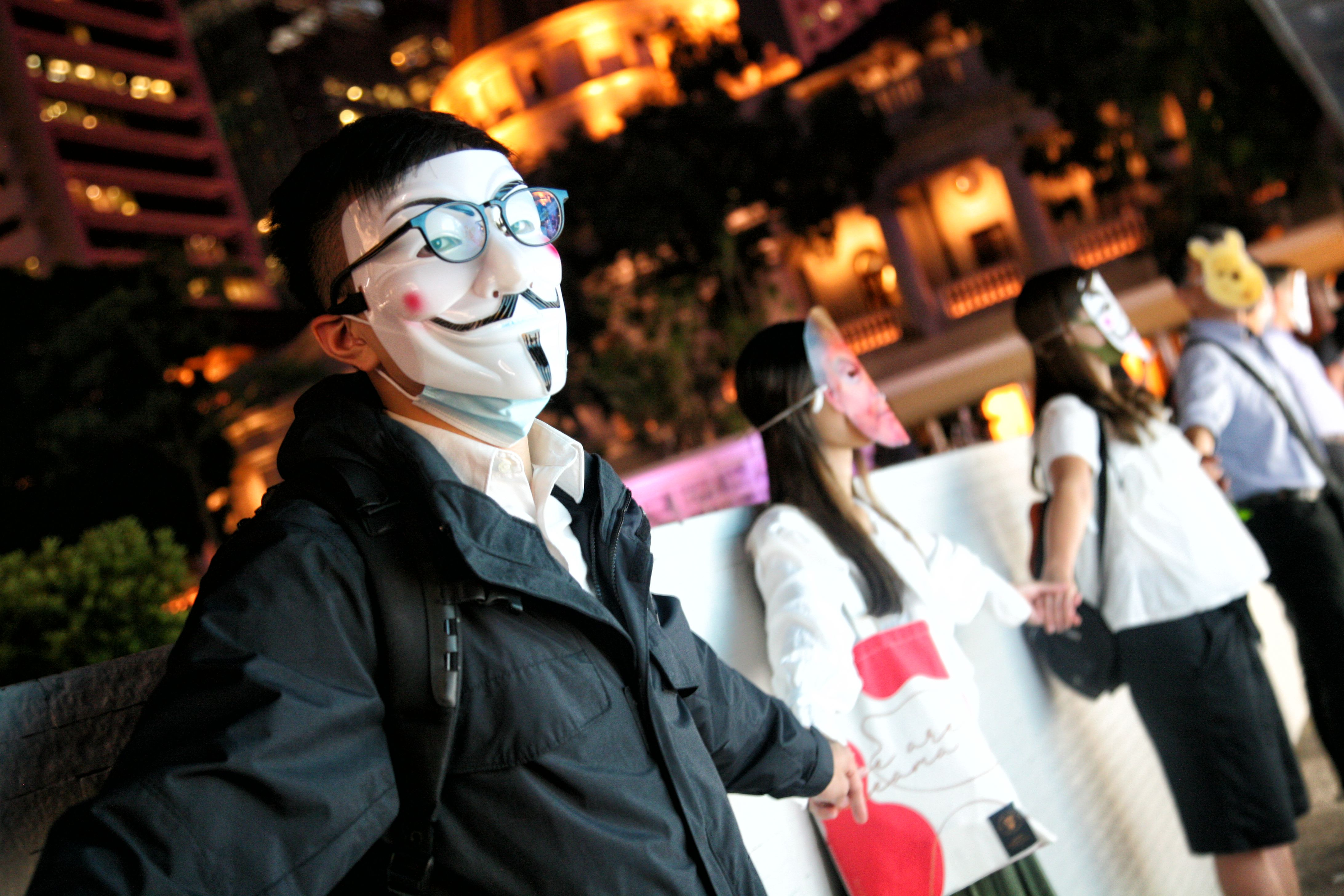
中環面具人鏈

2019年10月18日，在港九新界各區有大批市民戴上各式政治、電影、卡通人物面具組成人鏈示威，示威者高呼「我有權戴口罩」等口號抗議《禁蒙面法》。參與者的活動範圍包括屯門、沙田、荃灣、九龍灣、旺角、尖沙咀、中環、銅鑼灣。有市民在現場派發自製紙面具，最多人戴的面具圖案是反修例運動中的象徵符號「連豬」、「青蛙哥Pepe」和「V煞」。

### 2019冠狀病毒病疫情
因2019冠状病毒病疫情由2020年1月下旬蔓延到香港，民間人權陣線指出在疫情下應撤回禁蒙面法，並呼籲全民戴口罩抗疫，可是香港在1月25日雖已有5宗本地確診個案，特區政府卻一直沒公開呼籲市民應在公共場所戴口罩，在記者會上包括林鄭月娥在內的官員都沒有戴口罩，被質疑是擔心影響政府就《禁蒙面法》的上訴，政府將政治考慮蓋過專業及市民大眾的健康。
香港自2020年3月起爆發2019冠狀病毒病疫情，大部分市民外出時都戴上口罩。2020年4月9日，高等法院上訴庭頒下判詞，指本規例只在「非法集結」及「未經批准集結」的情況下有效。政府在2020年8月因應疫情，宣布根據《預防及控制疾病條例》頒布規例，強制市民在公眾地方必須戴上口罩。若兩條規例同時執行，或會構成自相矛盾。
2023年2月28日，香港行政長官李家超宣布自3月1日起全面撤銷口罩令，惟3月1日后市民佩戴口罩是否会违反《禁止蒙面規例》，李家超表示會適時檢討，惟目前不會處理。3月22日，狄志遠在立法會詢問政府會否考慮放寬禁蒙面法。保安局長鄧炳強表示由於國家安全隱患仍存在，特區政府認為有必要保留《禁止蒙面規例》。

## 外部連結
- 電子版香港法例 - 第241K章 《禁止蒙面規例》 （页面存档备份，存于）
- 香港政府新聞網 - 政府宣布訂立禁蒙面法（页面存档备份，存于）
- 香港特區政府憲報 - 2019年119號法律公告 《禁止蒙面規例》（页面存档备份，存于）
- 立法會參考資料摘要 《緊急情況規例條例》 (第241章) 《禁止蒙面規例》（页面存档备份，存于）
- 保安局：禁止蒙面規例（页面存档备份，存于）
- 教育局於2019年10月4日發出的通告（页面存档备份，存于）